# Johann Eustach von Westernach
Giovanni Eustachio di Westernach (16 dicembre 1545 – Mergentheim, 25 ottobre 1627) fu Gran maestro dell'Ordine teutonico.

## Biografia
Proveniente da una nobile famiglia, già orfano di padre venne destinato alla carriera ecclesiastica dalla madre. Nel 1566 entrò nell'ordine teutonico, all'interno del quale ricoprì incarichi di varia dignità presso le commanderie di Ellingen, Mergentheim e Francoforte.
Dal 1585 fu comandante della Franconia ed in tale incaricò servì fedelmente la volontà dell'allora coadiutore dell'ordine, Massimiliano d'Austria, di cui fu il braccio destro e che aiutò a preparare il terreno per l'elezione alla dignità del grande maestro. Nel 1587 partecipò, accanto a Massimiliano, alla prima guerra di successione polacca. Dopo la sconfitta, tornò a Mergentheim dove dovette fronteggiare i tentativi fatti da Enrico di Bobenhausen per riconquistare il potere. Nel 1612 venne nominato coadiutore del Gran Maestro dell'Ordine Teutonico e, dopo la morte di questi, favorì l'elezione del vescovo di Breslavia, Carlo d'Asburgo. In quell'epoca era già uno dei più influenti personaggi dell'ordine e quando nel 1624 Carlo morì, Westernach presentò la candidatura di un altro Asburgo: Leopoldo Guglielmo. La giovane età dell'arciduca non gli permise di essere eletto, pertanto l'ordine decise di scegliere quale superiore provvisorio proprio Westernach, eleggendolo poi alla carica di maestro il 19 marzo 1625. Durante il suo breve governo emise numerosi provvedimenti volti ad affrontare i problemi causati dalla guerra dei trent'anni, sotto la pressione dell'imperatore aderì alla Lega Santa e tentò di ricuperare la Prussia dalle mani degli Hohenzollern. Morì improvvisamente nel 1627 e fu sepolto a Mergentheim.